# Piatra (Stoenești), Argeș
Piatra este un sat în comuna Stoenești din județul Argeș, Muntenia, România. Satul are în jur de 500 de locuitori și este situat pe o colină lângă valea Dâmboviței în vestul comunei, aproape de DN73 (Mausoleul de la Mateiaș) și DN72A. Este la 12 kilometri prin DN 73  și la 15 km prin DN 72A de municipiul Câmpulung Muscel, care este cel mai aproapiat oraș.
Satul este traversat de DC 27 de la sud la nord pornind din DN 72A 5 km până în DN 73 lângă Mausoleul de la Mateiaș.Acest sat este cam modest.